# Пасамакуоди
Пасамакуоди (на английски: Passamaquoddy) е федерално признато Северноамериканско индианско племе, което живее в резерватите Плезънт пойнт и Индиън тауншип в щата Мейн, както и в съседните общини, и има около 2500 записани членове. Малка популация живее и в Канадската провинция Ню Брънзуик, но тя няма статут на призната Първа нация от Канадското правителство. Пасамакуоди, заедно със съседните пенобскот, имат специален политически статут, предоставен им от щата Мейн – и двете групи имат право да изпратят делегати, без право на глас, в Камарата на представителите на Мейн.

## Име
Пасамакуоди е англиканизираната форма на тяхното собствено име „пескотомукати“ или „пестомукати“, което на езика им означава „тези, на мястото с много треска“ и отразява значимостта на тази риба за прехраната им.

## Език
Езикът пасамакуоди е част от източния клон на Алгонкинското езиково семейство, почти идентичен с езика на техните съседи малисити. Заради сходствата на двата езика се предполага, че в миналото двете племена са били едно племе.

## Култура
Преди контакта с европейците пасамакуоди обитават района на залива Пасамакуоди и долината на река Сен Кроа, на границата между днешните Мейн и Ню Брънзуик. Водят полуномадски начин на живот, като през зимата се разделят на малки семейни ловни групи и се отправят във вътрешността, за да ловуват елени, мечки, зайци и друг дивеч. През лятото групите се събират заедно по крайбрежието, където засаждат царевица и събират морски дарове и диви храни. Рибата е важна част от диетата през цялата година. Ловят я предимно с копия. Летните села са доста големи и се състоят от множество еднофамилни конусовидни вигвами, покрити с брезова кора. Има и по няколко големи правоъгълни многофамилни вигвами, както и голям дом на Съвета, побиращ понякога до 100 души. От 17 век Племенният съвет се състои от изтъкнатите възрастни мъже, председателстван от върховен наследствен вожд. Малките зимни лагери обикновено се ръководят от най-добрите ловци.
От изкуствата добре развити са кошничарството, обработката на дърво и изработката на накити от мъниста. С бродерия от мъниста и бодли от бодливо свинче украсяват дрехите си. Търгуват основно със съседните племена, с които живеят в тесни връзки и са свързани с множество смесени бракове.

## История
Първият им контакт с външни хора вероятно е със Самюел дьо Шамплен през 1604 година, но е възможно да са срещали европейски рибари доста по-рано. С все по-голямото им въвличане във френската търговия с кожи, те все повече зависят от европейските стоки. В резултат на болести, злоупотреба с алкохол и загубата на земя, населението им силно намалява и за да оцелеят в средата на 18 век се присъединяват към профренската Конфедерация Абенаки. До края на века обаче британските заселници ги изтласкват от най-хубавите им земи. През 1794 година щата Масачузетс заделя 23 000 акра земя за племето, а през 1850 година са създадени и днешните им два резервата. В средата и края на 19 век, за да оцелеят, много пасамакуоди работят в индустрии, свързани с морето, както и като земеделски производители и дървосекачи. През 1981 година пасамакуодите, пенобскот и групата Холтън на малиситите завеждат дела срещу Съединените щати за връщане на изконните им земи. В резултат на това получават милиони долари като компенсация за отнетите земи. С парите те закупуват над 150 000 акра земя, на доверие от правителството. Сега собственост на пасамакуоди са 225 акра в резервата Плезънт пойнт, 23 000 акра в резервата Индиън тауншип, както и още 130 000 акра на доверие, в пет от окръзите на щата Мейн.